# Aspects of Love
Aspects of Love är en musikal av Andrew Lloyd Webber, baserad på en roman av David Garnett. Texterna skrevs av Don Black och Charles Hart.
Den hade premiär på Broadway, Broadhurst Theatre, 8 april 1990. Mottagandet både i New York och i London blev överraskande svalt.
Mest kända sångnummer är "Love Changes Everything".